# Maidanivka, Zvenîhorodka
Maidanivka (în ucraineană Майданівка) este un sat în comuna Hlîpnivka din raionul Zvenîhorodka, regiunea Cerkasî, Ucraina.

## Demografie
Componența lingvistică a localității Maidanivka
     Ucraineană (99,67%)
     Alte limbi (0,33%)
Conform recensământului din 2001, majoritatea populației localității Maidanivka era vorbitoare de ucraineană (99,67%), existând în minoritate și vorbitori de alte limbi.